# Przyborowo (powiat szamotulski)
Przyborowo – wieś w Polsce położona w województwie wielkopolskim, w powiecie szamotulskim, w gminie Szamotuły, nad zbiornikiem Radzyny.

## Położenie
Wieś sołecka, położona 6 km na południe od Szamotuł, 1 km na zachód od drogi do Kaźmierza.

## Historia
Miejscowość pierwotnie była związana z Wielkopolską. Istnieje co najmniej od drugiej połowy XIV wieku i ma średniowieczną metrykę. Po raz pierwszy w źródłach historycznych odnotowana została w łacińskim dokumencie z 1387 "Prziborowo", 1388 "P[rzibo]rovo", 1389 "Przyborowo", 1391 "Prziboroue", 1391 "Prziborouo", 1391 "Przeborowo", 1430 "Maius Przyborowo", 1432 "Maior Prziborowo", 1445 "Maius Prziborowo".
Początkowo była własnością szlachecką należącą do wielkopolskiej szlachty z rodu Przyborowskich, którzy od nazwy wsi przyjęli odmiejscowe nazwisko, a później także Kąsinowskich, Chrzypskich, Przecławskich, Bieganowskich. W 1435 miejscowość leżała w powiecie poznańskim województwa poznańskiego w Koronie Królestwa Polskiego. W 1510 odnotowana została w parafii Kaźmierz.
Pierwsze informacje o wsi pochodzą z historycznych zapisów sądowych. W 1387 odnotowany został Jan Jeleń z Przyborowa, który od nazwy wsi przyjął odmiejscowe nazwisko Przyborowski lub Przeborowski. Zachowany zapis z tego roku mówi o tym, że ze spłaty długów skwitowali go Wojsław Nagradowski i jego syn Mikołaj. Odnotowują do także inne zapisy sądowe z lat 1387-1406: w 1388 z Janną z Lubosiny i jej synem Mikołajem, w 1389 z Jarosławem z Myszkowa o 40 grzywien. W 1392 wraz z Przybkiem z Przyborowa oraz Bodzęlą z Orla i Staszkiem Rudzkim z Rudek koło Ostroroga toczył spór sądowy ze Szczepanem Skórą z Orla Małego o 100 grzywien i 30 grzywien szkody. W latach 1394-1397 wspomniany został w sporach ze Szczepanem Skórą o 10 grzywien za bydło. W 1403 odpierał roszczenia Abrahama Górskiego z Góry koło Szamotuł do 30 grzywien posagu siostry Abrahama zapisanych na Przyborowie. Na początku XV wieku odnotowano także inne jego spory majątkowe z lokalną polską szlachtą.
W latach 1387-1404 odnotowano Przybka, Przybysława z Przyborowa. W 1404 ręczył za Iwana z Knyszyna oraz jego braci i siostry, że nie będą oni przeszkadzać Mikołajowi wójtowi z Margonina w spokojnym posiadaniu wsi Konary koło Margonina oraz wójtostwa w Margoninie. W 1424 wspomniano Dobiesławę wdowę po Przybysławie z Przyborowa.
W latach 1388-1415 archiwalne zapisy sądowe wymieniają Mikołaja noszącego odmiejscowe nazwisko Przyborowski zwanego też Mikoszem z Przyborowa. W 1400 Mikosz Przyborowski, lub wg innych zapisów, Pożarowski toczył spór sądowy z Brylem kmieciem z Prusiec koło Rogoźna, w powiecie gnieźnieńskim. W 1404 Mikołaj Przyborowski jako sędzia polubowny brał udział w sporze pomiędzy Szczepanem Pożarowskim, a Marcinem sołtysem z Orzeszkowa. W 1410 odnotowany w kolejnym sporze ze Stanisławem sołtysem w Nienawiszczy, a w 1413 w sporze ze swoją macochą Wichną. W 1415 toczył spór sądowy z Tomaszem Kwileckim z Kwilcza o uwolnienie dziedziny od roszczeń innych osób. W 1432 toczył spór z Janem Przyborowskim oraz z Wincentym z Dymoczewa, w którym sędziowie utrzymali w mocy akt sprzedaży, a Mikołaj zapłacił opłatę zwaną "przysądne".
W 1388 Gotard Przyborowski był w sporze z Jarosławem z Myszkowa o 11 grzywien. W latach 1389-1391 odnotowano Szczepana z Przyborowa. W 1402 wspomniany został Ozjasz z Przyborowa w sporze o konie z Piotrem Nosilińskim. W 1408 Kiełcz z Przyborowa toczył spór z Piotrem z Łoskunia. W 1409 toczył kolejny spór w sądzie z Zofią, za którą świadczył Stanisław Przyborowski. W 1412 Niemierza Górski z Góry koło Szamotuł przedstawił w sądzie ziemskim dokument nabycia Przyborowa i Myszkowa, a nikt prócz niego nie zgłosił do tych wsi prawa bliższości.
1445 Gotard Przyborowski zawarł ugodę z Dziersławem Myszkowskim jako pełnomocnikiem Zachariasza Kąsinowskiego w sprawie budowy oraz podziału młyna wodnego stojącego na rzece zwanej "Główna" (obecnie to Sama, dopływ Warty), której połowa należała do Przyborowa, a druga połowa do Myszkowa. Młyn ten miał zostać zbudowany w ciągu roku. Ustalono, że połowa młyna miała należeć do Gotarda, a połowa do Dziersława i Zachariasza. W 1462 odnotowano we wsi dwór szlachecki, dwa młyny, dwa stawy rybne. W 1550 odnotowany został dwór przyborowski, młyn, las zwany "Borek", strumień zwany "Psina", łąka o nazwie "Białe Błoto", miejsce zwane "Łozisko", staw zwany "Turówka" albo "Pośrednia Gać", droga zwana "Miecisko", droga z Kaźmierza do Przyborowa, miejsce zwane "Sucina" albo "Choininka" (wyniosły teren porośnięty lasem?). W 1571 w Przyborowie odnotowano łan zwany Baranowski, a w 1580 młyn wodny o jednym kole wodnym.
Miejscowość odnotowały także historyczne rejestry podatkowe dzięki, którym znamy stosunki własnościowe we wsi. W 1499 wspomniano wieś w wykazie zaległości podatkowych. W 1508 Przyborowo zapłacił pobór od 6 półłanków oraz 6 groszy od karczmy. W 1510 we wsi było 6,5 łana. W 1510 w Przyborowie odnotowano 7 półłanków osiadłych i 2 półłanki opuszczone. W 1577 pobór we wsi zapłacił Maciej Bieganowski. W 1580 Maciej Bieganowski zapłaci pobór od 3 łanów, od jednego zagrodnika 6 groszy, od kolejnego 4 grosze, od dwóch komorników, od pasterza wypasającego 40 owiec, od opustoszałej karczmy 1/8 grosza, od młyna wodnego o jednym kole.
Na budynku świetlicy widnieje tablica pamiątkowa, ufundowana i odsłonięta w 1978 r. z okazji 50. rocznicy powstania Związku Młodzieży Wiejskiej "Wici". Na zachód od wsi, na skraju lasu, znajduje się grób Jerzego Zienowicza (1946-1979) - pilota, który zginął tu w 1979 r. w katastrofie samolotu, W lesie około 1,5 km na południowy zachód od Przyborowa rośnie dąb szypułkowy o obw. 595 cm - pomnik przyrody.
W latach 1975–1998 miejscowość należała administracyjnie do województwa poznańskiego.